# Cerotelion lineatus
Cerotelion lineatus är en tvåvingeart som först beskrevs av Fabricius 1775.  Cerotelion lineatus ingår i släktet Cerotelion och familjen platthornsmyggor. Inga underarter finns listade i Catalogue of Life.